# هوور ام.اف.۹
هوور ام.اف.۹ (به انگلیسی: Marinens Flyvebaatfabrikk M.F.9 - F.126.jpg) یک هواگرد ملخ‌پیشین تک‌موتوره   ساخت شرکت ماریننس فلیوباتفابریک است. این هواگرد در سال ۱۷ ژوئیه ۱۹۳۲ میلادی رسماً معرفی گردید.
طراح این هواگرد، یوهان ای. هوور بود.